# Inowłódz (gmina)
Inowłódz – gmina miejsko-wiejska w województwie łódzkim, w powiecie tomaszowskim. W latach 1975–1998 gmina położona była w województwie piotrkowskim.
Siedziba gminy to Inowłódz.
Według danych z 30 czerwca 2004 gminę zamieszkiwało 3870 osób. Natomiast według danych z 31 grudnia 2019 roku gminę zamieszkiwały 3852 osoby.

## Położenie
Gmina Inowłódz położona jest we wschodniej części powiatu po obu stronach Pilicy. Czysta woda, lasy i malowniczy krajobraz. W gminie znajdują się liczne zabytki i piękna naturalna przyroda. Wybudowano wiele ośrodków wypoczynkowych, które przez cały rok oczekują na wczasowiczów. Dużą atrakcją turystyczną gminy Inowłódz jest Ośrodek Przygotowań Olimpijskich COS Spała w Spale.

## Struktura powierzchni
Według danych z roku 2002 gmina Inowłódz ma obszar 98,04 km², w tym:
- użytki rolne: 34%
- użytki leśne: 60%

Gmina stanowi 9,56% powierzchni powiatu.

## Demografia

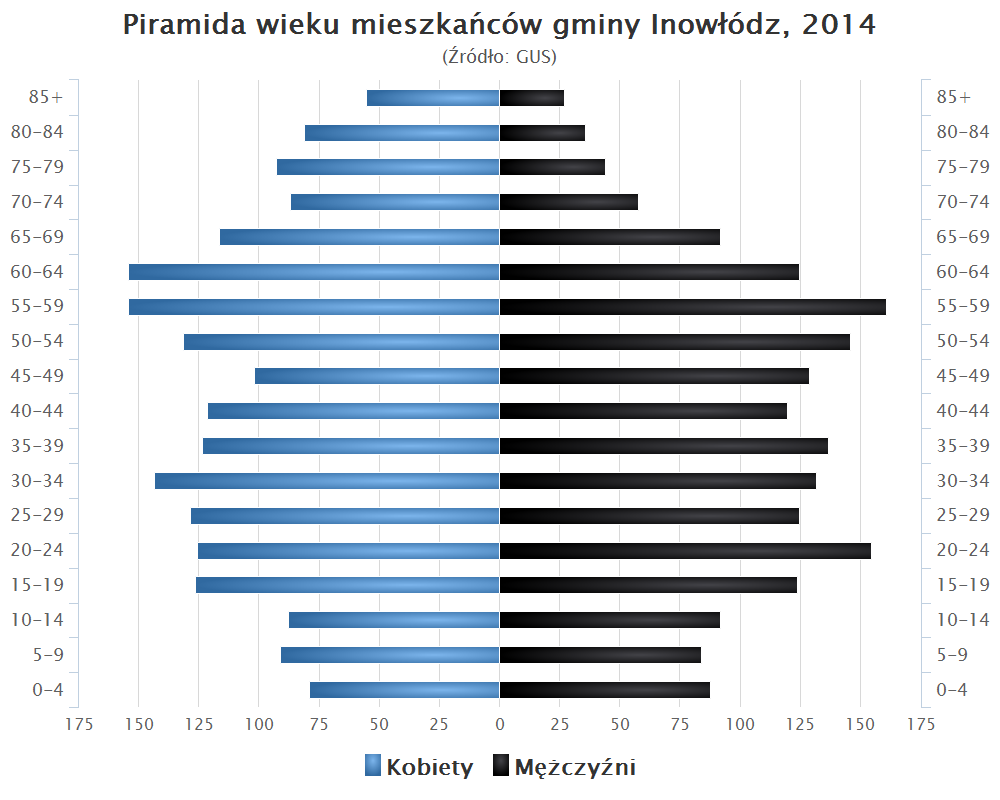
Piramida wieku mieszkańców gminy Inowłódz w 2014 roku

Dane z 30 czerwca 2004:
| Opis                              | Ogółem | Ogółem | Kobiety | Kobiety | Mężczyźni | Mężczyźni |
| --------------------------------- | ------ | ------ | ------- | ------- | --------- | --------- |
| jednostka                         | osób   | %      | osób    | %       | osób      | %         |
| populacja                         | 3870   | 100    | 2009    | 51,9    | 1861      | 48,1      |
| gęstość zaludnienia (mieszk./km²) | 39,5   | 39,5   | 20,5    | 20,5    | 19        | 19        |

## Rezerwaty przyrody
Na terenie gminy znajdują się następujące rezerwaty przyrody:
- częściowo rezerwat przyrody Gać Spalska – chroni naturalnie wykształcone zespoły roślinne (łęg jesionowo-olszowy i ols porzeczkowy) związane ze śródleśną rzeką nizinną oraz liczne stanowiska rzadkich i chronionych roślin i zwierząt,
- rezerwat przyrody Konewka – chroni fragment ekosystemów leśnych o charakterze naturalnym, obejmującym m.in. zespół świetlistej dąbrowy oraz stary drzewostan,
- rezerwat przyrody Spała – chroni grądy ze starymi dębami i sosnami,
- częściowo rezerwat przyrody Żądłowice – chroni mozaikę ekosystemów leśnych: olsów, borów sosnowych, łęgów i grądów, występujących w związku z istniejącym układem warunków hydrologicznych.

## Sołectwa
Brzustów, Dąbrowa, Inowłódz, Konewka, Królowa Wola, Liciążna, Poświętne, Spała, Zakościele, Żądłowice.
Miejscowość bez statusu sołectwa: Teofilów.

## Sąsiednie gminy
Czerniewice, Lubochnia, Opoczno, Poświętne, Rzeczyca, Sławno, Tomaszów Mazowiecki